# Гванцеладзе, Гурам Леванович
Гурам Леванович Гванцеладзе (род. 11 марта 1937, Тбилиси) — советский  футбольный арбитр, судья всесоюзной категории (10 апреля 1979).

## Карьера
В 1965 году стал судьёй республиканской категории. За свою карьеру отсудил 150 игр, из них 88 в качестве главного арбитра и 61 в качестве бокового арбитра. В 1980 году включён в список 10 лучших футбольных судей года в стране.
- В чемпионате СССР судил 45 игр в качестве главного арбитра и 41 игру в качестве бокового арбитра: шесть судил матчи московского «Спартака» и алма-атинского «Кайрата», а также четырежды матчи «Спартака» и киевского «Динамо».
- В Кубке СССР судил 13 игр в качестве главного арбитра и 14 игр в качестве бокового арбитра.
- В первой лиге СССР судил 26 игр в качестве главного арбитра и 2 игры в качестве бокового арбитра. 4 сентября 1979 года в матче «Спартака» из Орджоникидзе против львовских «Карпат», завершившегося поражением клуба из Орджоникидзе со счётом 0:1, разразился скандал. Так, Гванцеладзе якобы не засчитал дважды голы команды из Орджоникидзе в первом тайме, а во втором тайме на 75-й минуте засчитал гол львовянина Игоря Мосоры[1], хотя болельщики и игроки «Спартака» протестовали, указывая на положение «вне игры» (на самом деле спартаковцы ошиблись при создании искусственного положения «вне игры»)[2]. Возмущённые болельщики выбежали на поле, и игрокам и судье пришлось прятаться в раздевалке. Как рассказывал Игорь Мосора, матч удалось продолжить только после прямого вмешательства главы МВД Северо-Осетинской АССР, однако на табло счёт никто не решился изменять до конца встречи[3]. По распространённой городской легенде, в этом матче болельщики из Орджоникидзе впервые стали скандировать известную нецензурную кричалку «Судья — пидорас!» в адрес судившего игру Гванцеладзе, однако в той же легенде ошибочно говорится, что матч проводился в 1978 году и не был доигран, а команде из Орджоникидзе за срыв матча якобы засчитали техническое поражение[4].
- Во второй лиге судил две игры в качестве главного арбитра: 1 октября 1974 года игру между брестским «Динамо» и калужским «Локомотивом» (0:1) и 14 ноября 1980 года игру между киевским «Арсеналом» и гродненским «Неманом» (2:2).
- 28 июля 1979 года на Летней Спартакиаде народов СССР судил игру между сборными командами Москвы и Белорусской ССР (0:0).
- 24 июня 1981 года в качестве бокового арбитра работал на матче отборочного турнира к чемпионату мира в Испании между Швецией и Португалией (3:0). Игру судил Анатолий Мильченко, ещё одним его помощником был Алексей Спирин[5].
- 17 сентября 1980 года в качестве бокового арбитра работал на матче 1/32 финала Кубка УЕФА между турецким «Фенербахче» и болгарским «Берое» (0:1). Игру судил Анатолий Мильченко, ещё одним его помощником был Константин Вихров[6][7][8].